# Ботаничка башта у Падови
Ботаничка башта у Падови (Orto Botanico di Padova, Giardino dei Semplici) основана је 1545. године као прва ботаничка башта која је у себи садржала Фуксов концепт  и постала место за гајење и проучавање биљака. То је био угледни модел за све касније вртове овог типа, како на северу тако и на југу. Исте године, поред Падове оснивају се и ботаничке баште у Пизи и Фиренци. Следи Болоња 1568. године, а онда и баште ван Италије: 1580. Лајпциг, 1587. Лајден, 1621. Оксфорд, 1626. Париз... Отварање ботаничких башти била је последица великих географских открића и интензивна интродукција биљака. 

## Предисторија
Првом ботаничком баштом уопште може се сматрати и врт који је Matthaeus Sylvaticus (око 1280- око 1342) средњовековни латински лекар, писац и ботаничар основао почетком XIV века при медицинској школи у Салерну. Године 1333. у Венецији је основана медицинска ботаничка башта, али ни једна од њих није примарно била колекција биљака, него је подређена примени биљака у медицини и далеко од Фуксовог коцепта.
Десет година пре оснивања ботаничке баште Универзитет у Падови је био први који је основао Катедру за ботанику, а овамо су долазили студенати медицине из свих делова света да науче област која је била веома значајна у вештини лечења, а онда је основан и врт на иницијативу професора Франческа Бонафеда (Francesco Bonafede, 1474-1558) 29. јуна 1545.

## Концепт и дизајн Баште
Daniele Barbaro (1514-1570) венецијански племић и архитекта и Andrea Moroni (?-око 1560) архитекта су заслужни за дизајн Баште. Концепт је у суштини преузет из средњовековног врта hortus conclusus. Централни део је у облику квадрата око кога је описан круг пречника 84 m; две главне алеје деле квадрат на четири квадранта (quarti). Два квадранта су била са концентричним кружним лејама – распоредом за који се изгледа мислило да је погодан за истраживање лековитог биља, па је често примењиван. Године 1704. изграђене су четири капије, а кружни зид украшен балустрадом од истарског камена. Истовремено изграђене су две фонтане Теофрастова код јужне и Fontana delle Quattro Stagioni код источне капије.

## Колекције
1. Лековите и отровне биљке
2. Инсективоре
3. Ретке и угрожене врсте Италије
4. Биљке интродуковане у Италију (Европу) преко Баште (кромпир 1590, багрем 1662, црни орах 1760)
5. Итинерер за слепе (биљке које се мењају током године, миришљаве, трновите,или на други начин специфичне; етикете су писане брајевим писмом)
6. Макија (биљне заједнице обала Медитерана са зимзеленим врстама које су минималним одавањем влаге прилагођене врућим и сувим летима)
7. Алпинум (биљне заједнице високих планина на плитким земљиштима и стенама на површини)
8. Акватичне биљке (најразличитије адаптације на водену средину: плутајуће и укорењене биљке)
9. Сукуленте (пустињске биљке са листовима метаморфисаним у трнове)
10. Орхидеје (епифите у интензивно засењеном стакленику са високим процентом влаге у ваздуху)

## Најстарије биљке
До 1984. најстарија биљка била је конопљика (Vitex agnus-castus L.) која је у Башти пре 1550. године. Данас је најстарија палма Chamaerops humilis var. arborescens Pers. посађена 1585. године. Добила је назив Гетеова палма јер ју је овај чувени немачки полимат описао 1786. у свом есеју о метаморфози биљака. Ту су још и Platanus orientalis L. из 1680. погођен громом и стабло Ginkgo biloba L. посађено око 1650. године. Metasequoia gliptostroboides Hu et Cheng откривена 1942. интродукована је 1946. у Арнолд арборетум одакле је раширена по целом свету; у Башти је од 1961.